# Poetica (Aristotele)
(Aristotele, Fisica, II, 8)
La Poetica è un trattato di Aristotele, scritto ad uso didattico, probabilmente tra il 334 e il 330 a.C., ed è il primo esempio, nella civiltà occidentale, di un'analisi dell'arte distinta dall'etica e dalla morale.
Nella Poetica, Aristotele esamina la tragedia e l'epica. L'esistenza di un secondo libro trattante la commedia fu speculata dal patriarca nestoriano Timoteo I (? - 823), ma la maggioranza della critica odierna dà parere negativo a questa ipotesi.
Aristotele introduce due concetti fondamentali nella comprensione del fatto artistico: la mimesi e la catarsi.

## Piano dell'opera
La poetica di Aristotele è scritta in capitoli basati sull'arte della cultura greca.

### Le arti mimetiche

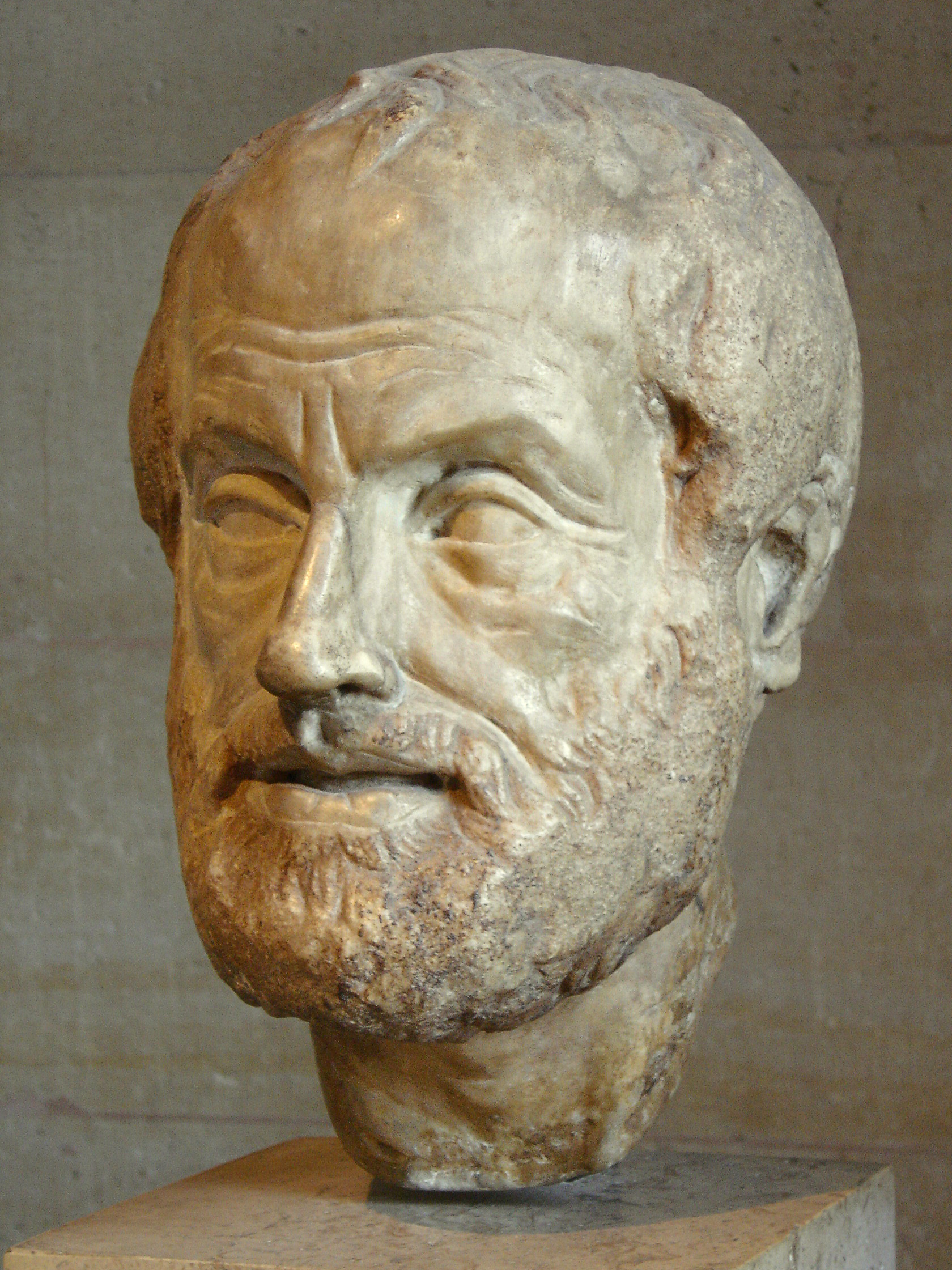
Aristotele, copia romana (I-II sec. d.C.) di un originale in bronzo di Lisippo. Parigi, museo del Louvre

CAPITOLO I: Aristotele delinea il contenuto del libro, ossia “la poetica e i suoi generi, e qual funzione abbia ciascuna di essi”. Il filosofo identifica il principio di tutte le arti poetiche nell'imitazione, ma precisa che esse non imitano con gli stessi mezzi, non imitano le stesse cose e non imitano nello stesso modo. In questo primo capitolo tratta dei mezzi, che sono il ritmo, il linguaggio e l'armonia, di cui ogni arte in misura maggiore o minore si avvale: l'auletica fa uso del ritmo e dell'armonia, la danza solo del ritmo, la poesia del linguaggio puro (τοῖς λόγοις ψιλοῖς). Le forme d'arte che si avvalgono di tutti i mezzi sopradetti sono la poesia ditirambica e quella epica da un lato, la tragedia e la commedia dall'altro, con la differenza che le prime due adoperano questi mezzi "tutti insieme" (ἅμα πᾶσιν), la tragedia e la commedia "come parti" (κατὰ μέρος) separate. Così mette in relazione l'antichità con la cultura.
CAPITOLO II: Aristotele indica cosa l'arte imiti, ossia persone che agiscono (πράττοντας) che possono essere nobili (σπουδαῖοι) o ignobili (φαῦλοι). Di conseguenza, alcuni autori rappresentano personaggi migliori di noi (βελτίους) - è questo per esempio il caso di Omero, alcuni autori rappresentano personaggi peggiori di noi (χείρους) - come Egemone di Taso, "che per primo compose parodie", altri rappresentano personaggi simili a noi (ὁμοίους) - come nel caso di Cleofonte. "Secondo la stessa differenza la tragedia si distingue dalla commedia": la prima tende a raccontare di uomini migliori di noi, la seconda di uomini peggiori di noi.
CAPITOLO III: Si tratta ora dei modi di imitare, che può avvenire sia in forma narrativa - ove il poeta assume più personalità - che in forma drammatica - ove sono gli attori a rappresentare tutta l'azione. Segue una digressione sulla pretesa di paternità della tragedia e della commedia da parte dei Dori, i quali pongono come prova l'etimologia dei due generi: nel caso della commedia fanno risalire l'origine nelle κῶμαι (δῆμοι per gli Ateniesi), ossia i villaggi in cui i comici portavano i loro spettacoli; in maniera simile, anche il termine δρᾶμα (dràma) deriva dal verbo dorico δρᾶν, che significa "fare", mentre per esprimere lo stesso concetto gli Ateniesi dicono πράττειν.
CAPITOLO IV: Il filosofo analizza ora le due cause che hanno dato origine alla poesia, entrambe proprie della natura umana (φυσικαί). La prima consiste nell'istinto naturale sin dalla fanciullezza all'imitazione, ciò che distingue l'uomo dagli altri esseri viventi. L'imitazione è, infatti, il metodo di apprendimento umano, che porta grande diletto anche ai non filosofi (sebbene essi vi partecipino per breve tempo, ἐπὶ βραχύ): tramite essa forme anche disdicevoli – quali i cadaveri – diventano veicolo di conoscenza e di diletto se rappresentate con l'esattezza “dell'esecuzione, del colorito o qualche altre causa di simil genere”. La seconda causa deriva dal progressivo miglioramento della poesia, a partire da rozze improvvisazioni (ἀπ' ἀρχῆς αὐτοσχεδιαστικῆς) fino al raggiungimento della sua forma naturale (τὴν αὑτῆς φύσιν). L'evoluzione riguardò gli oggetti (azioni di gente ignobile con canti di vituperio, azioni di gente nobile con inni ed encomi), i mezzi (graduale introduzione nei canti di vituperio del metro giambico) e i modi (dalla forma narrativa di Omero a quella drammatica, sebbene Omero avesse già introdotto un carattere drammatico alle sue composizioni). La tragedia e la commedia altro non sono che il punto di arrivo di prime forme imperfette, che consistono rispettivamente nel ditirambo e nei canti delle falloforie; tuttavia, queste "perfette forme naturali" si sono poi ulteriormente perfezionate. Nel caso della tragedia si è avuto l'aumento del numero degli attori (da uno a due con Eschilo e poi tre con Sofocle), la diminuzione dell'importanza del coro in favore del dialogo tramite Eschilo, l'introduzione della scenografia tramite Sofocle, la perdita dell'elemento satiresco ed il conseguente passaggio dal tetrametro trocaico al trimetro giambico (quello che “più da vicino imita il linguaggio parlato”), l'aumento del numero degli episodi. 
CAPITOLO V: Aristotele sottolinea che, se si è in grado di ripercorrere l'evoluzione della tragedia, ciò non è possibile per la commedia, i cui primi autori attestati nella tradizione sono quelli che adottavano già la sua forma compiuta. Si fa risalire il primo scrittore ateniese che ha impiegato la forma drammatica a Cratete. Il filosofo precisa l'oggetto imitato dalla commedia: non le persone peggiori di noi nel senso fisico o morale, ma del ridicolo, considerato una partizione speciale del brutto. Torna poi alla tragedia, evidenziando le analogie e le differenze che ha con l'epopea, suo immediato predecessore. Entrambe imitano soggetti eroici per mezzo della parola, ma differiscono per metro, estensione ed elementi costitutivi: il primo era unico e di carattere narrativo nel caso dell'epica, il secondo non ha limiti di tempo nell'epopea mentre si tiene entro un solo giro di sole (ὑπὸ μίαν περίοδον ἡλίου) nella tragedia, il terzo ha alcuni elementi comuni a entrambi ed altri invece propri della sola forma drammatica.

### Il μῦθος
CAPITOLO VI: Aristotele delinea la celebre definizione di tragedia:
Segue poi l'elenco dei sei elementi costitutivi della tragedia, che in ordine di importanza sono: favola, caratteri, pensiero, linguaggio, melopea e spettacolo. I primi tre sono gli obiettivi della mimesi, il quarto ed il quinto i mezzi e l'ultimo il modo. La favola (μῦθος) è la “composizione di una serie di atti o di fatti”; è il costituente più importante perché la tragedia non è “mimesi di uomini, bensì di azioni e di vita”, e perché senza di essa non ci può essere tragedia. Non a caso infatti i mezzi più efficaci per trascinare l'animo degli spettatori (peripezie e riconoscimenti) sono parte della favola. Il carattere (ἦθος) è l'elemento da cui risultano le intenzioni morali di un personaggio, che lo portano a preferire e rifiutare certe cose; esso non è l'obiettivo primario della tragedia, bensì va a sussidio dell'azione. Per spiegare meglio questo concetto Aristotele fa l'esempio di un quadro dipinto senza disegno ma pieno di colori (carattere), il quale diletta molto di meno di una tela bianca con i soli contorni di una figura (favola). Il pensiero (διάνοια) è ciò che i personaggi dimostrano parlando o enunciando una massima generale, ed è espresso dal quarto elemento, il linguaggio (λῆξις). Infine abbiamo la melopea (μελοποιία) e lo spettacolo (ὄψις): il primo abbellisce la scena, il secondo è utile a far animo sugli spettatori, sebbene non sia vincolante per il fine della tragedia in quanto è raggiungibile anche “senza rappresentazione scenica e senza attori” (ἄνευ ἀγῶνος καὶ ὑποκριτῶν). Infatti, come dirà nel capitolo XV, è sufficiente ascoltare la narrazione dei fatti per essere presi da pietà e terrore. Oltretutto, lo spettacolo non ha nulla a che fare con l'arte del poeta, essendo una mansione specifica del corego.
CAPITOLO VII: Aristotele passa ora ad analizzare la struttura della favola, la quale – come tutte le cose belle e necessarie – deve avere un certo ordine ed una certa estensione. La tragedia deve quindi avere un principio, un mezzo ed una fine (ordine), e deve riuscire a rappresentare il passaggio dalla felicità all'infelicità o viceversa dei protagonisti nel giusto lasso di tempo (estensione): la cosiddetta unità d'azione, l'unica unità aristotelica realmente enunciata nel testo. L'azione, come qualsiasi creatura naturale, non deve essere né eccessivamente piccola né eccessivamente grande, ma deve potersi “abbracciare con facilità nel suo insieme con la mente”.
CAPITOLO VIII: Aristotele precisa che ottenere una giusta unità d'azione non significa incentrare la favola su un solo personaggio: infatti non tutte le azioni di un individuo sono rilevanti nel delineare una giusta drammaturgia, in quanto gran parte di esse non sono necessarie al fine di rappresentare il passaggio dalla felicità all'infelicità del personaggio. Nell'Odissea non è quindi necessario raccontare la finta pazzia di Ulisse, mentre lo è la sfida lanciata dall'eroe al dio Poseidone, da cui trae origine il suo viaggio in mare. Azioni necessarie (oggi noi diremmo “drammaturgiche”) sono quelle che, se soppresse o spostate, compromettono l'insieme dell'azione, e viceversa quelle azioni che non portano uno scarto sensibile nell'andamento della favola non sono parti integranti del tutto.
CAPITOLO IX: Il poeta non deve descrivere tutti i fatti realmente accaduti (quello che fa lo storico), ma quelli che – sempre secondo verosimiglianza e necessità – possono accadere. Il poeta, quindi, si differenzia dallo storico non perché scrive in versi, ma perché rappresenta, invece del particolare, l'universale. I fatti che possono accadere devono comunque essere credibili (è credibile ciò che è possibile, ὅτι πιθανόν ἐστι τὸ δυνατόν), in quanto una cosa che non è riscontrabile nell'esperienza non è verosimile o necessaria, e viceversa un evento accaduto in precedenza può sempre verificarsi ed essere possibile in un altro contesto. Da quest'ultima asserzione si capisce perché Aristotele dica che il poeta possa poetare anche intorno a fatti realmente accaduti, sempre che questi siano regolate intorno ai concetti di verosimiglianza e di necessità drammatica. In altre parole, se lo storico racconta tutti i fatti accaduti, il poeta li seleziona e ne fa una sequenza compiuta per raggiungere il fine della tragedia. C'è poi un altro caso, e cioè che l'azione possa essere interamente inventata come nell'Ante di Agatone, nel senso però che l'azione non è modellata sul repertorio tradizionale, non che sia meno verosimile o necessario delle altre tragedie. Se così fosse, avremmo cattive tragedie come quelle dalla favola episodica, ossia con gli episodi non collegati fra loro da alcun rapporto di necessità o verosimiglianza. Questo è un errore che fanno non solo i cattivi poeti, ma anche quelli di valore che modificano il dramma “a cagione degli attori”: sono attestati casi anche in ottime tragedie di cosiddetti "pezzi di bravura" per l'interprete, come ad esempio il prologo di Giocasta nelle Fenicie di Euripide. Infine Aristotele precisa che la tragedia non è solo mimesi di un'azione compiuta ma anche di fatti che destano terrore e pietà (φοβερῶν καὶ ἐλεεινῶν): sono quei fatti che sopravvengono inaspettatamente ma che sono al tempo stesso connessi alla favola, dipendenti dagli eventi che precedono e condizioni di quelli che seguono. Questo paradosso è spiegato meglio dell'episodio della statua di Miti, avvenuto per caso ma anche determinato da un fine che si preparava da tempo: essa aveva infatti schiacciato l'assassino di Miti, che proprio in quel momento stava per caso ammirando la scultura.
CAPITOLO X: Il filosofo distingue tra favole semplici e complesse e le rispettive azioni che le costituiscono. È semplice la drammaturgia che si risolve senza peripezia e riconoscimento, complessa quella che invece fa uso di uno o entrambi gli espedienti. La più perfetta tragedia (καλλίστη τραγωδία), come dirà nel capitolo XIII, è quella che fa uso della favola complessa.
CAPITOLO XI: Aristotele definisce cosa siano la peripezia, il riconoscimento ed una terza azione drammatica, la catastrofe (πάθος). La peripezia è il mutamento improvviso da una condizione di cose a quella contraria: è il caso della scoperta dei veri natali di Edipo nell'Edipo re di Sofocle, che invece di fugare il timore dell'oracolo divino non fa altro che intensificarlo e spronare il personaggio a proseguire la sua indagine. Il riconoscimento è invece il passaggio dalla non conoscenza alla conoscenza: il riconoscimento di Giocasta come madre in Edipo re o quello di Ifigenia nella Ifigenia in Tauride di Euripide. Queste due azioni determinano lo scioglimento felice o infelice della vicenda. La catastrofe è invece un'azione che porta il dolore sulla scena ed è diretta conseguenza di un'azione precedente: così Edipo che si acceca è conseguenza del riconoscimento di Giocasta come sua madre.
CAPITOLO XII: Aristotele passa ora alle “parti sotto l'aspetto della quantità”, ovvero la struttura “tecnica” della tragedia. Essa si divide in prologo, parodo, episodio, stasimo, esodo. Il prologo è la parte che precede l'entrata del coro (parodo), l'episodio è quella che sta in mezzo a due canti corali, esodo quella dopo l'ultimo canto corale. I canti corali, infine, comuni a tutte le tragedie, si distinguono in parodo (primo canto) e stasimo (canto corale senza versi anapestici e corali).

CAPITOLO XIII: Aristotele circoscrive ulteriormente le azioni da imitare ed i personaggi da mettere in scena. Il filosofo fa tre esempi di personaggi non tragici. In primo luogo l'uomo nobile, perché il suo passaggio dalla felicità all'infelicità non genera pietà e terrore ma ripugnanza (μιαρόν). Segue poi l'uomo ignobile che passa dalla infelicità alla felicità e, infine, l'ignobile che passa dalla felicità alla infelicità, perché malgrado soddisfi il pubblico non genera alcun effetto di pietà e terrore. Infatti si prova pietà per l'innocente e immeritatamente colpito da sventura, terrore per chi ci somiglia. Ne consegue che il vero personaggio tragico è quello che non si distingue né nella virtù né nel vizio e che passa dalla felicità all'infelicità solo a causa di un errore (ἁμαρτία); se ciò non è possibile, tutt'al più si dovrà mettere in scena un uomo migliore di noi, non peggiore. Le tragedie che raggiungono meglio l'effetto catartico sono quelle con il finale più doloroso: per questo motivo Aristotele definisce Euripide “il più tragico di tutti i poeti”, sebbene nella struttura (come specificherà nei capitoli successivi) sia più debole di altri. Si devono invece evitare quelle tragedie con una “duplice combinazione di casi”, ossia con un duplice e contrario scioglimento per personaggi migliori e peggiori, che pure è molto gradito al pubblico. Ciò appare maggiormente proprio della commedia ove, ad esempio, può capitare che Oreste, invece di uccidere Egisto, faccia pace con lui.
CAPITOLO XIV: Aristotele pone attenzione ora sul “valersi bellamente” (χρῆσθαι καλῶς) del mito tradizionale (soprattutto quello che mette in scena uccisioni fra consanguinei) nella composizione della tragedia. Essa può operarsi in quattro modi, che implicitamente Aristotele divide secondo gerarchia, secondo il precetto che un eccidio lo si può “o fare o non fare consapevolmente, o fare o non fare inconsapevolmente”. Agire coscientemente ma poi non portare a termine è considerato dal peripatetico il modo peggiore, perché non tragico e non porta alcuna catastrofe (Emone che non uccide Creonte nell'Antigone di Sofocle). Immediatamente successivo è agire coscientemente e portare a termine, come nella Medea di Euripide, tipico dei poeti antichi. Segue agire incoscientemente e portare a termine, da cui scaturiscono pietà e terrore non appena avviene il riconoscimento (Edipo re). Infine l'ottimo fra tutti (κράτιστον) agire incoscientemente e non portare a termine, come il mancato sacrificio di Oreste nell'Ifigenia in Tauride.

### Gli altri cinque elementi
CAPITOLO XV: Aristotele delinea ora il buon carattere tragico. In primo luogo egli deve essere nobile (χρηστός) nel senso di inclinazione morale e quindi possibile in ogni tipo di persone, anche nei servi e nelle donne. Il secondo punto è la coerenza con la specie e la condizione a cui appartiene (αρμόττον): così il carattere virile si realizzerà in maniera diversa in Antigone rispetto ad Oreste. Il terzo punto è che siano coerenti con la tradizione mitica (ὅμοιον), ossia coerenti con l'originale che imitano. Il quarto ed ultimo punto è la coerenza con sé stesso (ὁμαλόν): un caso particolare di coerenza è se il personaggio è incoerente con sé stesso, in questo caso la mimesi dovrà evidenziare questo carattere “coerentemente incoerente” (ὁμαλῶς ἀνώμαλον). Il trait d'union tra queste quattro varietà è dato dal fine di improntare al carattere un senso di nobiltà e grandezza, malgrado le sue infermità di carattere: il carattere deve essere come un quadro che, sebbene non venga meno alla somiglianza, è tuttavia più bello dell'originale. Nello stesso capitolo pone inoltre attenzione all'artificio scenico (deus ex machina) che non deve interferire con la struttura tragica (ad esempio il suo scioglimento), ma solo per narrare agli spettatori quanto avviene fuori scena, sia esso prima o dopo la vicenda.
CAPITOLO XVI: Aristotele esamina ora i sei generi di riconoscimento. Il primo è quello tramite “segni” (σημεῖον), ad esempio un anello (Oreste ed Elettra) o una qualche cicatrice (Odisseo e la nutrice). Il secondo è quello creato artificialmente (πεποιημέναι), come Oreste nell'Ifigenia in Tauride, che non usa alcun oggetto ma dice solamente di essere Oreste. Il terzo è il riconoscimento tramite memoria (μνήμης), come ad esempio Odisseo che riconosce il citarista presso la tavola di Alcinoo grazie al suo canto. Il quarto è il riconoscimento tramite sillogismo (συλλογισμός), come nelle Coefore di Eschilo in cui Elettra riconosce Oreste per la somiglianza fisica, in quanto nessun altro poteva assomigliarle se non il fratello. Il quinto consiste nel paralogismo (ragionamento imperfetto dovuto ad un errore logico). È il caso dell'Odisseo falso messaggero, nel quale l'eroe travestito si fa riconoscere mediante la prova dell'arco, cosa che non ha alcun presupposto nella scena (non c'è infatti, come nell'Odissea, alcuna Penelope che dà il presupposto logico); il riconoscimento in questione si rivela quindi artificioso, perché non avviene tramite l'azione teatrale, ma solo grazie alla conoscenza del pubblico del poema omerico. Il sesto genere consiste invece nell'azione medesima, come ad esempio il riconoscimento nell'Edipo re.
CAPITOLO XVII: Il filosofo dà ora delle norme basilari e dei consigli per comporre un buon intreccio tragico. Il poeta deve avere ben presente l'azione come schema, che poi dovrà suddividere in episodi e svolgerli secondo necessità, ad esempio tenendo ben presente di tenerli compatti e collegati tra loro. Questi episodi devono essere molto concisi nella tragedia, mentre possono avere una considerevole estensione nell'epopea in quanto fanno da corollario all'argomento generale dell'opera (per esempio, Scilla e Cariddi è un episodio non legato alla struttura drammatica dell'Odissea).
CAPITOLO XVIII: Si distingue il nodo (δέσις) dallo scioglimento (λύσις): il primo va dalle vicende esterne alla trama (quelle date assodate dalla tradizione, come Clitennestra che uccide Agamennone) alla parte che immediatamente precede il mutamento dalla felicità all'infelicità, mentre lo scioglimento va da questo fino al termine del dramma (Edipo che si acceca e viene cacciato da Tebe). La creazione poetica si distanzia dal mito proprio in virtù di questi due elementi (il mito dell'Orestea è quello ma può avere più nodi e scioglimenti) i quali debbono essere ben accordati tra loro. A seguire viene la distinzione della tragedia in quattro tipologie: quella complessa (peripezia e riconoscimento), quella catastrofica, quella di carattere e quella di spettacolo. Questi quattro elementi devono essere riuniti per costruire una tragedia perfetta, che inoltre deve avere il coro come personaggio del dramma e non deve essere di fattura epica (ossia mai narrare una tragedia con più di un mito).
CAPITOLO XIX: Aristotele passa ora all'analisi del terzo elemento costitutivo della tragedia, il pensiero, che adotta il linguaggio per esprimersi. Il pensiero appartiene alla sfera della Retorica ed è lì analizzato, ma viene utilizzato nell'azione drammatica per destare emozioni. Ciò che differenzia il pensiero drammatico da quello oratorio è il fatto che il primo si esplica nitidamente tramite l'azione, mentre il secondo tramite il discorso di chi parla.
CAPITOLO XX: In merito all'elocuzione, Aristotele lo distingue in lettera, sillaba, congiunzione, nome, verbo, caso e proposizione. La lettera è una voce indivisibile che può diventare elemento di una voce intelligibile: si distingue in vocale (non condizionata dal luogo o dal modo di articolazione), semivocale (consonante che ha suono di per sé, Σ) e muta (consonante che ha suono solo con l'aggiunta di un altro elemento, Δ). Le lettere differiscono, oltre che per modo e luogo di articolazione, per suono (liscio, medio, ruvido), accento (acuto, grave, circonflesso) e quantità (lunga, breve, ancipite). La sillaba è anch'essa una voce indivisibile costituita però da una muta e una vocale/semivocale. La congiunzione è una voce senza significato che né impedisce né favorisce la formazione della frase. Il nome e il verbo sono voci significative composte le cui parti prese singolarmente non significano nulla (“Teo-doro”, δῶρον non ha l'usuale significato di dono in tale nome), l'una senza idea di tempo e l'altra con; entrambi inoltre si declinano e si coniugano in casi (nominativo-genitivo-ecc, singolare-plurale, indicativo-congiuntivo). Anche la proposizione (λόγος) è una voce significativa composta, con la differenza che le sue parti possono avere un significato autonomo; le parti possono essere unite significando una cosa sola (Iliade) oppure legate assieme da congiunzioni (la definizione di uomo)
CAPITOLO XXI: Analizzate le parti della elocuzione, Aristotele passa ora al nome per poi delineare i tipi di parole proprie del lessico tragico (CAP XXII). I nomi possono essere semplici e doppi: semplice è un nome non legato ad altri composti (ossia costituito da lettere e sillabe, quale ad esempio γη), doppio è quello con più composti che possono essere costituiti da due voci di cui una autonoma ed una senza significato da solo (il già citato Teodoro) oppure da due o più voci significanti di per sé (Ermo-caico-xanto). A loro volta, questi nomi possono essere di più tipi: comuni, forestieri, metaforici, ornamentali, artificiali, allungati, accorciati, alterati. Un nome comune (κύριον) è quello usato quotidianamente da tutte le genti di un dato paese, quello forestiero (γλῶττα) quotidiano in un altro paese: la definizione è comunque molto labile, visto che una parola forestiera a Cipro è comune ad Atene e viceversa. La metafora (ἀλλότριον ὄνομα) “trasferisce” ad un oggetto il nome proprio di un altro: può avvenire dal genere alla specie (la nave è ferma --> la nave è ancorata), dalla specie al genere (mille e mille imprese --> molte imprese), da specie a specie (attingere la vita --> togliere la vita, o tagliare l'acqua --> attingere l'acqua) o analogia (A: B=C: D --> Coppa: Dioniso=Scudo: Ares, da cui Coppa --> Scudo di Dioniso o Scudo --> Coppa di Ares). Il nome ornamentale (κόσμος) non è delineata nella Poetica: si è supposto che potesse indicare l'epiteto ornato o i sinonimi (Pelide). Il nome artificiale (πεποιημένον) un neologismo coniato dal poeta. Seguono i nomi allungati, accorciati ed alterati: il primo si ha quando si inserisce una sillaba in più o si mette al posto di una breve una lunga (πόληος per πόλεως), il secondo quando viene tolta una parte (δω per δῶμα), il terzo quando un nome comune è in parte lasciato com'è ed in parte modificato dal poeta (δεξιτερόν per δεξιόν). Distingue, infine, i nomi tra maschili, femminili e neutri, in base a come essi escono (maschili consonanti non mute, femminili vocali lunghe, neutri mancano di terminazioni distintive)
CAPITOLO XXII: Aristotele delinea ora il linguaggio tragico e quello epico, che deve essere chiaro (σαφή) e allo stesso tempo non pedestre (μὴ ταπεινή). Ossia, deve adottare forme forestiere e rare ma al tempo stesso essere chiaro, altrimenti avremmo l'enigma (elocuzione debordante di metafore, αἴνιγμα) e il barbarismo (elocuzione di soli vocaboli forestieri e rari, βαρβαρισμός). Il poeta, per evitare di originarli, deve saper gestire il linguaggio, soprattutto se si adottano le metafore, in grado di “vedere e cogliere la somiglianza di cose fra loro”

### Tragedia ed epopea: analogie e differenze
CAPITOLO XXIII: Aristotele esamina ora la mimesi epica. Anch'essa dev'essere lontana dal modello storico e costruita drammaticamente: Omero stesso, nell'Iliade, non ha poetato su tutta la guerra di Troia, ma solo una parte.
CAPITOLO XXIV: Anche l'epopea deve avere le stesse varietà della tragedia esposte nei capitoli X e XVIII e deve possedere gli stessi sei elementi costitutivi. Se queste sono le analogie, le differenze riguardano la lunghezza ed il metro. Per quel che concerne la prima l'epopea può, come esposto nel capitolo XVII, essere ampliato tramite gli episodi, che possono essere narrati simultaneamente a differenza della tragedia che si limita a quella che si vede in scena. La seconda differenza invece prevede il metro eroico in luogo del trimetro giambico. Altra differenza è il fatto che nell'epopea può essere rappresentato anche il meraviglioso, purché la menzogna risulti verosimile tramite l'uso del paralogismo: dato un fatto A, cui segue un fatto B, se B è vero allora anche A è vero. Nella tragedia il meraviglioso è relegato fuori scena o, se introdotto, è reso verosimile solamente quando si debba scegliere tra un “possibile non credibile” (δυνατὰ ἀπίθανα) ed un “impossibile verosimile” (ἀδύνατα εἰκότα)
CAPITOLO XXV: Aristotele passa ora ad esaminare gli errori – presunti od effettivi – rilevati nella stesura delle composizioni drammatiche ed epiche. L'errore può darsi in merito alla poetica stessa o ad un particolare accessorio (συμβεβηκός): il primo consiste nell'incapacità di imitare quell'azione o quel carattere, il secondo da un'idea sbagliata od una lacuna (un pittore che dipinge un cavallo che spinge in avanti entrambe le zampe destre mentre corre "erra di ignoranza", non di essenza, perché non sa come corre il cavallo). Gli altri sono per lo più errori di cattiva ermeneutica. Introdurre il meraviglioso sarebbe erroneo, ma se non si può fare altrimenti ed il tutto risulta verosimile, allora non è più tale. O ancora, non è un errore non rappresentare il verosimile se intento del poeta è rappresentare gli uomini “come dovrebbero essere”, e così non lo è neppure se il poeta vuole rappresentare qualcosa non conforme a verità ma secondo l'opinione comune (ad esempio narrare intorno agli dei), o ancora se i personaggi rappresentati erano uomini veri nell'epoca in cui sono inquadrati (guerrieri troiani non possono essere verosimili a quelli moderni). Altri errori infondati sono quelle azioni dei personaggi non consone al loro carattere: in base al contesto, alla motivazione ed all'obiettivo da raggiungere, quel carattere potrebbe comportarsi in maniera diametralmente opposta, con il risultato che è quindi necessario quel dato comportamento.
CAPITOLO XXVI: Aristotele termina il discorso sulla tragedia spiegando perché la tragedia sia migliore dell'epica. Innanzitutto si contrappone a quanti basano il loro giudizio sugli attori e sulla musica, giacché quello che realmente conta è l'azione che si può giudicare come ottima o malfatta anche solo leggendola (né più né meno che l'epopea). In secondo luogo reputa la tragedia migliore perché possiede tutti i tratti dell'epopea con in più lo spettacolo e la musica, che danno una maggiore “vivezza rappresentativa” (ἐναργέστατα), e perché raggiunge lo stesso effetto in meno tempo.

## Le tematiche

### La mimesi
Il concetto di mimesi aristotelica diventa chiaro con la teoria della metafora, che ritroviamo nel libro III della Retorica dello stesso filosofo. La metafora è in grado di legare tra loro due termini che altrimenti sarebbero impossibili da collegare, ma per far questo ci vuole talento, perché la corrispondenza potrebbe essere forzata o inesistente. Essa, inoltre, giunge alle conclusioni senza trarle da premesse e mette le cose sotto gli occhi (πρὸ ὀμμάτων). Si distingue dall'omonimia e dalla sinonimia perché individua delle somiglianze tra due elementi diversi.
La metafora fa apprendere, non è un'invenzione linguistica. E come l'apprendimento attraverso la metafora genera piacere, così anche l'imitazione poetica lo fa, in quanto realizza un “sillogismo che questo è quello”. Anche qui, l'imitatore non trasfigura l'oggetto imitato, ma attraverso l'atto di imitare coglie qualcosa che attraverso la percezione inizialmente sfugge: ovvero, la sua forma.
Il dramma tragico, sebbene abbia come oggetto la prassi, è in grado attraverso l'imitazione dell'azione e del carattere tragico di universalizzare la contingenza e la temporalità delle cose umane. La massima universale che l'imitazione tragica formula è che l'uomo è capace di errare, a differenza dell'animale che può essere solo sopraffatto da ciò che lo circonda. E da questa capacità di sbagliare deriva la lezione per l'agire.
Il piacere dello spettacolo, invece, è quello che consente di individuare la somiglianza con l'eroe tragico e di trasformare le emozioni in filantropia. Come il piacere del flautista gli consente di progredire nel suonare il flauto, così la mimesi è in grado di trasformare il dolore in piacere, favorendo il recupero della μεσότης che è in grado di far esercitare la virtù: “provare queste passioni quando è dovuto, per ciò che è dovuto, per lo scopo e nel modo dovuto, questo è il giusto mezzo: il che corrisponde propriamente alla virtù”.

### Le tre unità
Nel testo l'unica unità presente è l'unità di azione. Le altre due - tempo e luogo - non si riscontrano nel trattato, anche se, nella distinzione tra tragedia ed epopea, Aristotele dice che "la tragedia fa tutto il possibile per svolgersi in un giro di sole o poco più, mentre l'epopea è illimitata nel tempo" e da questo sembra far intendere che l'unità di tempo sia preferibile.
La concezione delle unità aristoteliche così come le concepiamo, tuttavia, è di molto posteriore ad Aristotele stesso e risale a glosse delle traduzioni in latino dell'opera effettuate durante l'umanesimo cinquecentesco. In quel periodo e per tutto il secolo successivo divenne un canone teatrale rigorosissimo, fino a quando produsse la reazione ostile di Diderot.

### Pietà e terrore
La pietà (ἔλεος) ed il terrore (φόβος) sono il veicolo principale della catarsi tragica. Ancora una volta, il senso e le caratteristiche di queste due emozioni vengono chiarite nel libro II del trattato Retorica.
Il terrore viene definito come la sofferenza per un male imminente ed ineludibile; ad esempio si ha paura della morte solo quando è prossima, mentre prima di allora non la si teme. L'uomo nella disposizione d'animo di provare terrore è colui che teme che quell'accadimento porterà rovina; di conseguenza, coloro che vivono nella prosperità o hanno provato grandi mali hanno meno paura. Nella tragedia, gli spettatori sono portati a provare terrore giacché conoscono sin dall'inizio la conclusione del mito ed i suoi eventi rovinosi (ironia tragica).
La pietà, invece, è una forma di sofferenza nei confronti di chi ha subito un male senza meritarlo; non la provano coloro che sono caduti in rovina o le persone arroganti, mentre la provano i vecchi, i deboli, i timidi e le persone colte.
In merito alla recitazione, Aristotele sottolinea che coloro che con la voce ed i gesti fanno apparire vicinissimo il male, ponendolo dinanzi agli occhi come imminente o già accaduto, riescono a suscitare maggiormente queste due emozioni.

## Gli aspetti controversi

### La catarsi
Nel mondo greco, è la purificazione dell'anima dagli impulsi irrazionali e dalle passioni. Il termine catarsi ricorre frequentemente in Aristotele, a partire dallo studio della tragedia per finire alle opere biologiche e nel dubbio scritto medico Problemi.
Nei trattati di biologia biologica il termine catarsi è spesso connesso all'evacuazione del fluido mestruale (katamenia) oppure alle purghe mediche, mai per indicare l'evacuazione naturale se non accompagnata da farmaci. In queste opere la catarsi non è solo una rimozione/separazione, ma anche il ristabilimento di un ordine; Aristotele non opera, infatti, alcuna distinzione tra κρίσις krìsis (separazione) e catarsi, basti vedere che l'evacuazione dei residui che possono causare la malattia sono separati dagli elementi buoni.
La mestruazione appartiene alla catarsi fisica e non medica perché è un'evenienza naturale, conseguente all'alimentazione. L'alimento, infatti, si mescola al sangue attraverso il calore dello stomaco e questo attraverso un'ulteriore cozione si trasforma in seme: ora, la donna non è in grado di raggiungere questa cozione ulteriore, divenendo quindi seme non puro (katharon). Il sangue si dirige verso l'utero e poiché i vasi sanguigni di questa parte sono molto stretti ha luogo una specie di emorragia. La donna necessita delle mestruazioni per rimanere in salute, risultando quindi “menomata” e più fragile rispetto al maschio. Altra conseguenza dell'inabilità alla cozione è la vecchiaia o, in termini patologici, una malattia che ha gli stessi sintomi della vecchiaia: il sangue, per esempio, arriva fin nei capelli e poiché l'alimento non è depurato esso si putrefà, facendo diventare i capelli bianchi. L'espulsione del seme, invece, non è patologica o un processo necessario alla salute.
La catarsi medica aristotelica ed ippocratea si giustifica con il fatto che la salute è intesa come una mescolanza (κρᾶσις krasis) ed una proporzione (simmetria) di opposti. La malattia si presenta in caso di eccesso o difetto di uno dei componenti.

### Le interpretazioni
La catarsi tragica è stata concepita dalla critica filosofica in due termini, uno omeopatico ed uno allopatico.
Il punto di vista omeopatico concepisce la catarsi come una purgazione della compassione e della paura attraverso di loro (simile mediante il simile). Questa interpretazione non tiene però conto del punto di vista medico dell'antichità, limpidamente allopatico.
Il punto di vista allopatico, invece, afferma che compassione e paura incidono su emozioni diverse da loro, ad esempio la paura della morte. Questa tesi era comune all'epoca del Rinascimento: “usando questi per la rimozione di altri disordini dell'anima, (…) l'ira è scacciata e la gentilezza prende il suo posto” (Maggi).
Aristotele concepisce compassione e paura come emozioni simili a quelle purificate, ma allo stesso tempo diverse nella forma; così, il τοιουτων, non fa riferimento a “queste emozioni”, ma ad emozioni “di questo tipo”. Le emozioni aristoteliche differiscono sia per qualità che quantità, con il risultato che esiste tra due estremi opposti (enantia) una virtù di mezzo. Ad esempio tra l'essere paurosi e la tracotanza vi è il coraggio.
Giamblico ci fornisce un resoconto del processo catartico: esso consisterebbe nel bloccare le emozioni umane con la persuasione, che avviene mostrando le emozioni altrui (ἀλλότρια πάθη) che finiscono per incidere sulle emozioni proprie (οἰκεῖα πάθη). La differenza tra il neoplatonico ed Aristotele è che questi non cerca l'imperturbabilità spirituale, ma un equilibrio emotivo.
Olimpiodoro è ancora più preciso e delinea tre tipi di catarsi: quella stoico-aristotelica che “cura il male mediante il male” (allopatico), quella socratica che “deriva i simili dai simili” (omeopatico) e quella pitagorica che “ci comanda di dare un po' alle emozioni e di gustarle in punta di dita” (evacuazione moderata)

## Nella cultura di massa
L'intreccio del famoso romanzo di Umberto Eco Il nome della rosa ruota intorno all'ipotetico secondo libro della poetica di Aristotele dedicato alla commedia. Il volume manoscritto, celato nell'impenetrabile biblioteca dell'abbazia in cui si svolge la vicenda, è descritto come l'unica copia esistente dell'opera.

### Edizioni
- Aristotele, Poetica, traduzione e introduzione di Guido Paduano, Laterza, Bari 1998 (ISBN 88-420-5472-0)
- Aristotele, Poetica, a cura di Diego Lanza, BUR, Milano 1987 (ISBN 88-17-16638-3)
- Aristotele, Poetica, a cura di Wilhelm von Christ, Lipsia, Teubner, 1878,  p. 48.
- Aristotle, Poetics, Editio Maior of the Greek Text with Historical Introductions and Philological Commentaries, edited by Leonardo Tarán and Dimitri Gutas, Leiden, Brill, 2012

### Studi
- Belfiore E. S., Il piacere del tragico. Aristotele e la poetica, Jouvence, Roma 2003
- Cardullo R. L., Aristotele. Profilo introduttivo, Carocci, Roma 2007
- Compagnino G., Il logos della poesia in Aristotele, in «Siculorum Gymnasium» Rassegna della Facoltà di Lettere e Filosofia dell'Università di Catania,n.s., a.LIV, nn.1-2, 2001, pp. 44–124.
- Guastini D., Prima dell'estetica, Laterza, Roma-Bari 2003
- Reale G., Introduzione a Aristotele, Laterza, Roma-Bari 1986